# Скаро (Вибо Валенција)
Скаро је насеље у Италији у округу Вибо Валенција, региону Калабрија.
Према процени из 2011. у насељу је живело 303 становника. Насеље се налази на надморској висини од 578 м.